# Musée du Folklore

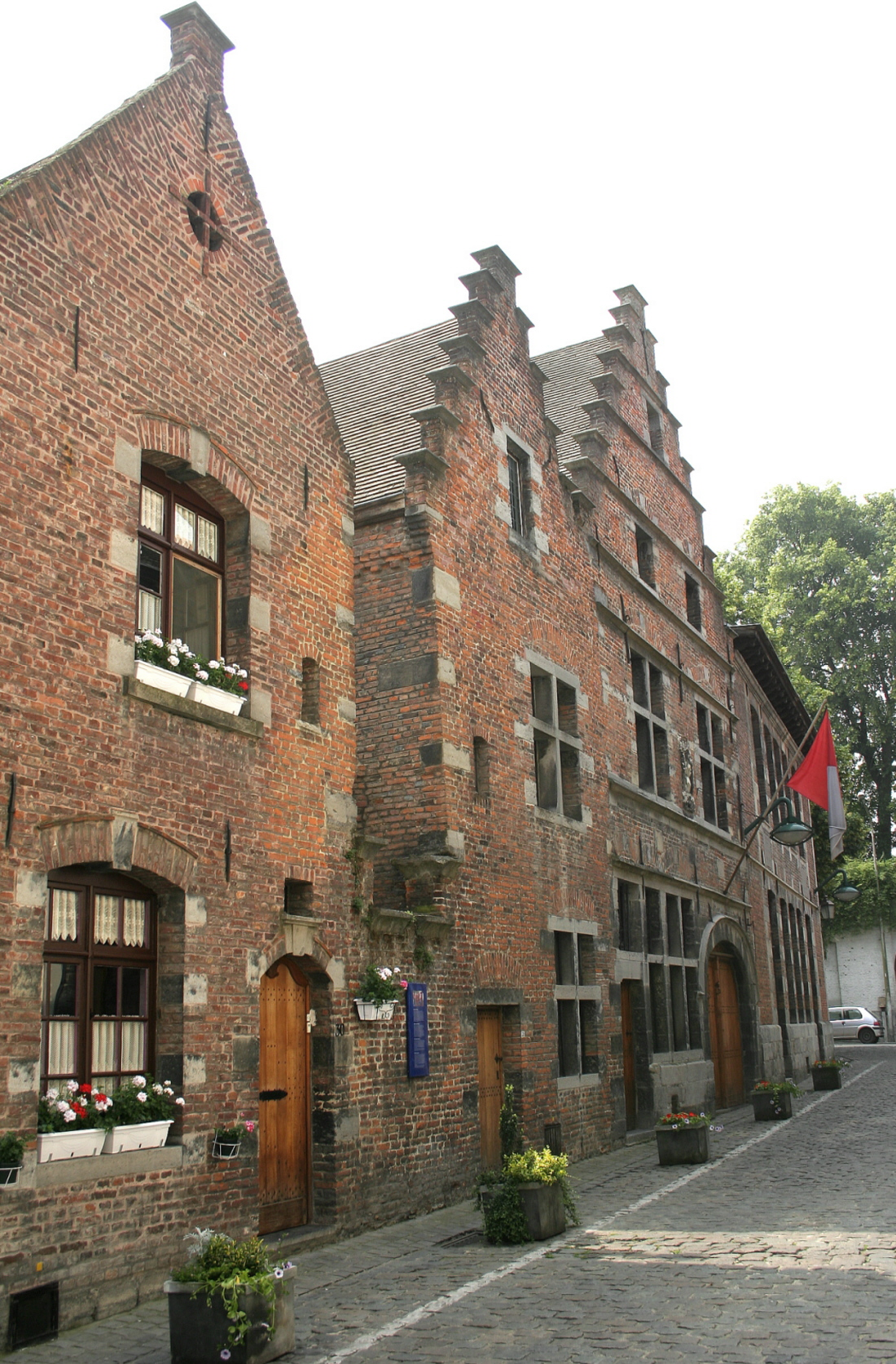
Musée du Folklore

Het Musée du Folklore et des Imaginaires Tournai of MuFIm is een volkskundig museum in de Belgische stad Doornik, vlak bij de Franse grens.
Het museum is gevestigd in La Maison Tournaisienne, twee 17de-eeuwse huizen met trapgevels. De collectie wordt getoond in 23 kamers en belicht, onder meer met reconstructies, het dagelijks leven in het verleden – school, huis, kroeg, drukkerijen, klompenmakers, wevers en kuipers. Ook priesters, artsen, soldaten, vrouwen en kinderen komen aan bod. Het museum belicht het leven van Doornik en het omliggende platteland tussen 1800 en 1950. Op de eerste verdieping bevindt zich een reliëfplan van Doornik ten tijde van Lodewijk XIV.

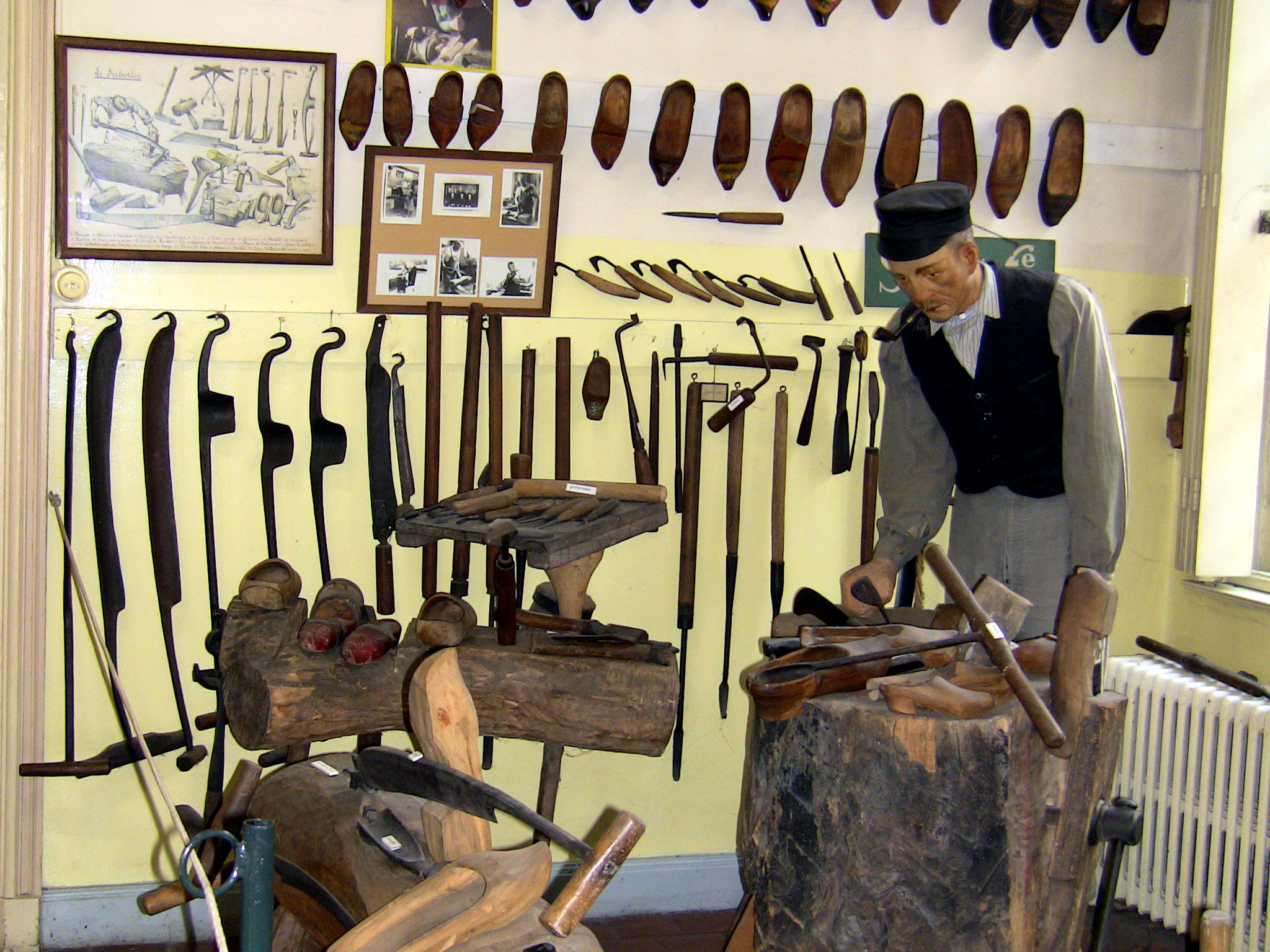
Houtbewerking
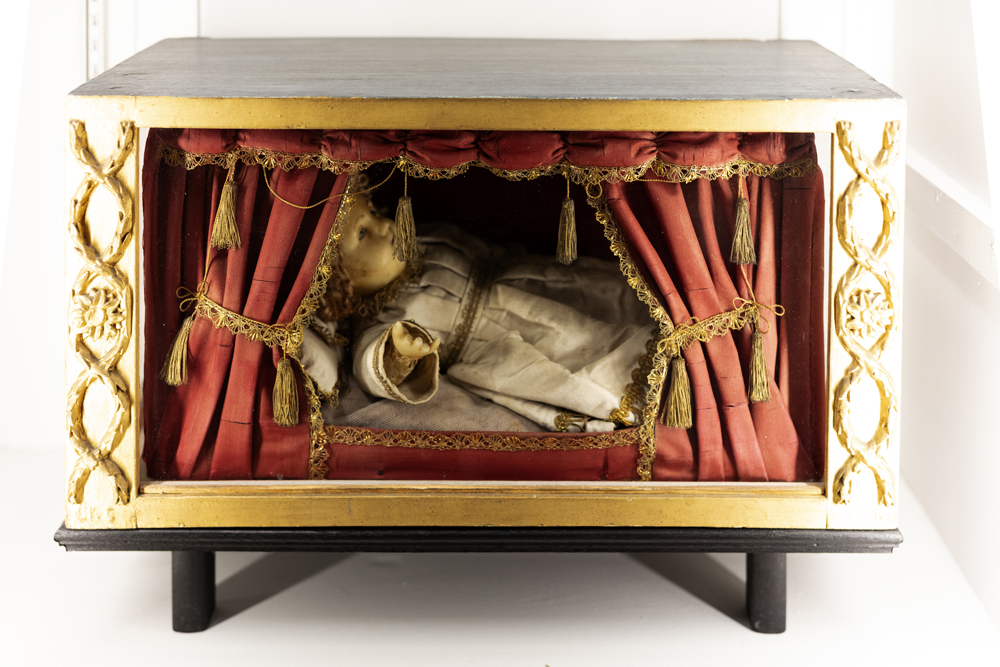
Kist met babypop
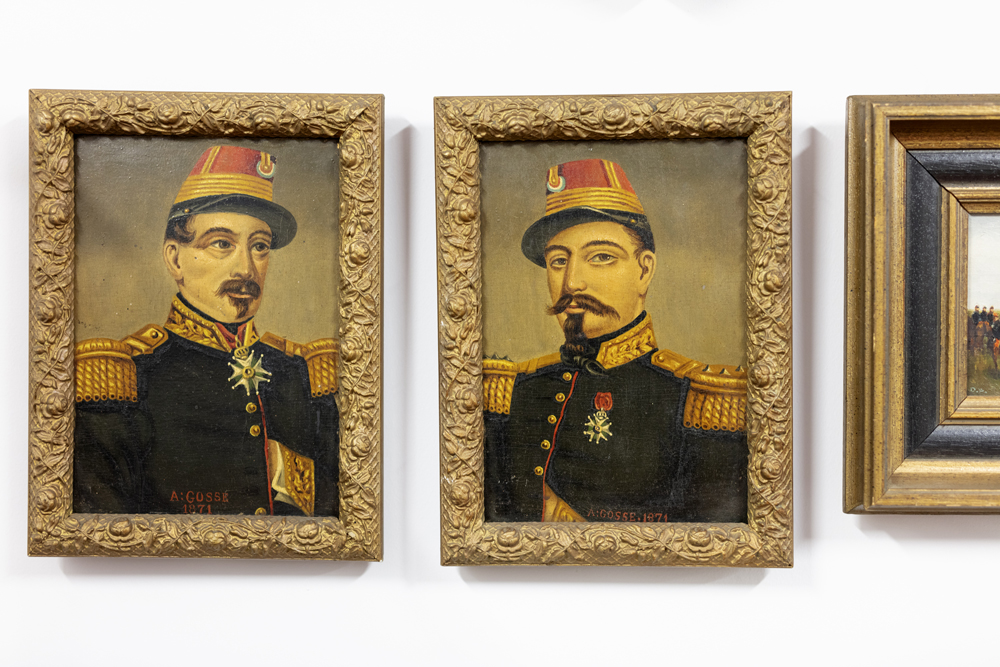
Politie
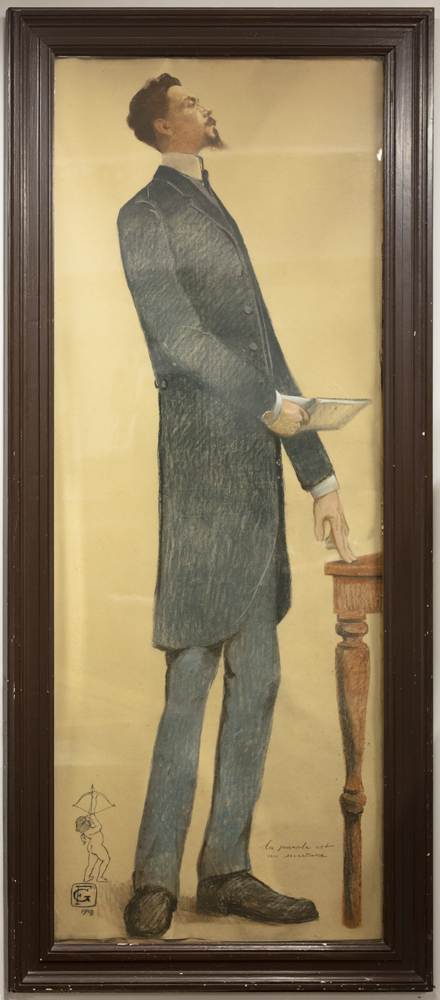
Achille Viart
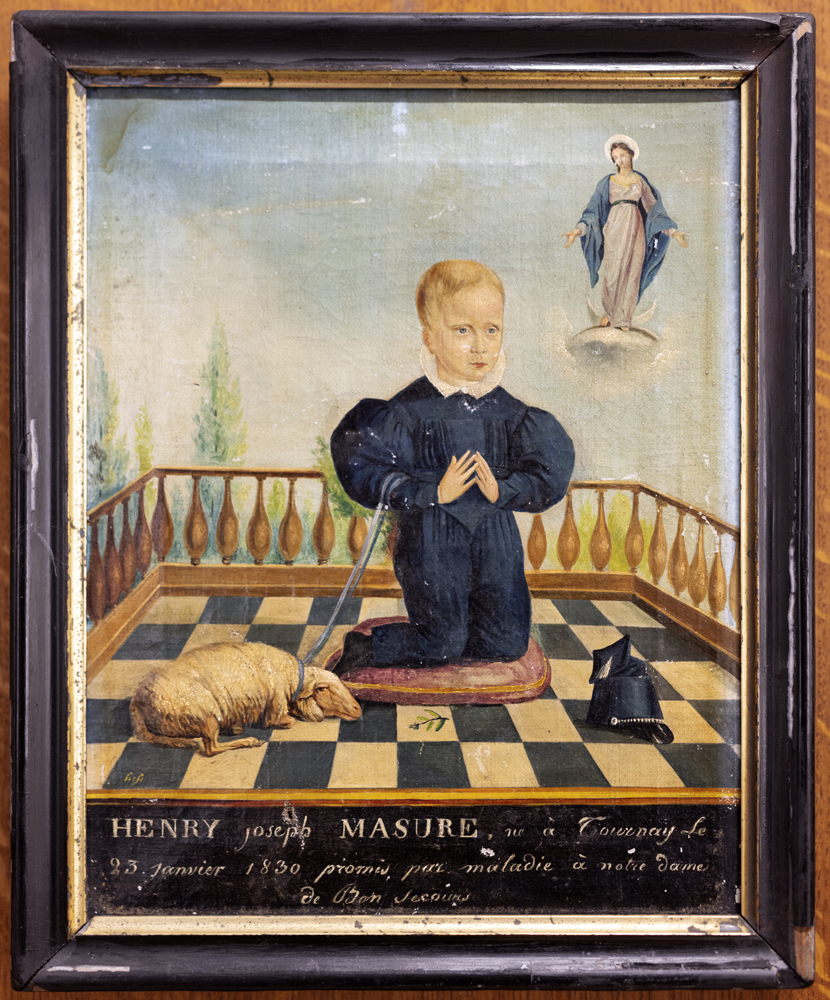
Henry Masure